# Richard Caton Woodville junior

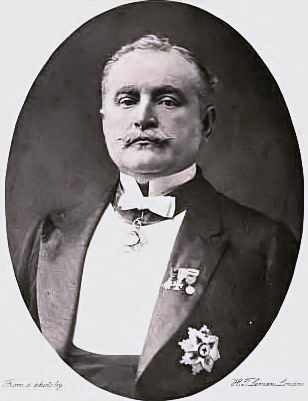
Richard Caton Woodville, jr.

Richard Caton Woodville junior (* 7. Januar 1856 in London; † 17. August 1927 ebenda) war ein Maler der Düsseldorfer Malerschule, der sich vor allem auf militärische und historische Themen spezialisierte.

## Leben
Richard Caton Woodville wurde in Stanhope Gardens, Gloucester Road, nach dem Tod seines Vaters Richard Caton Woodville senior († August 1855 in London) in London geboren. Die Mutter Antoinette, Tochter des Düsseldorfer Architekten und Baumeisters Anton Schnitzler, nahm ihn und seine Schwester Alice Elizabeth Mary Woodville (* 1853) zuerst nach St. Petersburg und 1859 nach Düsseldorf in das Haus Alleestraße Nr. 20 mit. An der Kunstakademie Düsseldorf studierte Woodville, wie auch schon sein Vater und seine Mutter, Malerei bei Eduard Gebhardt und Wilhelm Camphausen. 1875, wegen Hausfriedensbruch in Düsseldorf verurteilt, wurde er gesucht und war bis nachweislich 1881 flüchtig. In den Memoiren von Else Sohn-Rethel war er mit seinem Freund und Mitstudent Reichenheim aus Berlin der Tochter von Jenny Lind-Goldschmidt im Töchterpensionat von Ida Keller auf der Goltsteinstraße nachgestiegen. Woodville ging nach Paris, setzte sein Studium bei Jean-Léon Gérôme fort, und dann nach London.
Im Oktober 1877 heiratete Woodville, seine erste Frau, die 22-jährige Annie Elizabeth, geborene Hill, in der Christ Church with St Laurence, Brondesbury. Kurz darauf bereiste er während des Russisch-Türkischen Krieges 1877 Albanien und Montenegro, ebenso war er 1882 während der kriegerischen Auseinandersetzungen in Ägypten vor Ort. Ab 1879 beteiligte er sich an Ausstellungen; von Anfang an bevorzugte er militärische Motive. Neben seinen großformatigen Bildern, die er mit Öl- und mit Aquarellfarben malte, schuf er auch zahlreiche Druckvorlagen für die Illustrated London News. Zu seinen bekanntesten Bildern zählt The Charge of the Light Brigade.
Um 1881 wohnte Richard Woodville mit Familie in 22 Park Village, St Pancras. Zwei Söhne waren geboren: Anthony (* 1878) und William Caton Woodville (1884–1962), welcher ebenfalls Maler wurde.
1914 veröffentlichte er seine Memoiren unter dem Titel Random Collections. Werke Woodvilles befinden sich z. B. in London im National Army Museum, Royal Academy of Arts und der Tate Gallery, sowie in Liverpool in der Walker Art Gallery und in der Royal Collection.

## Werke

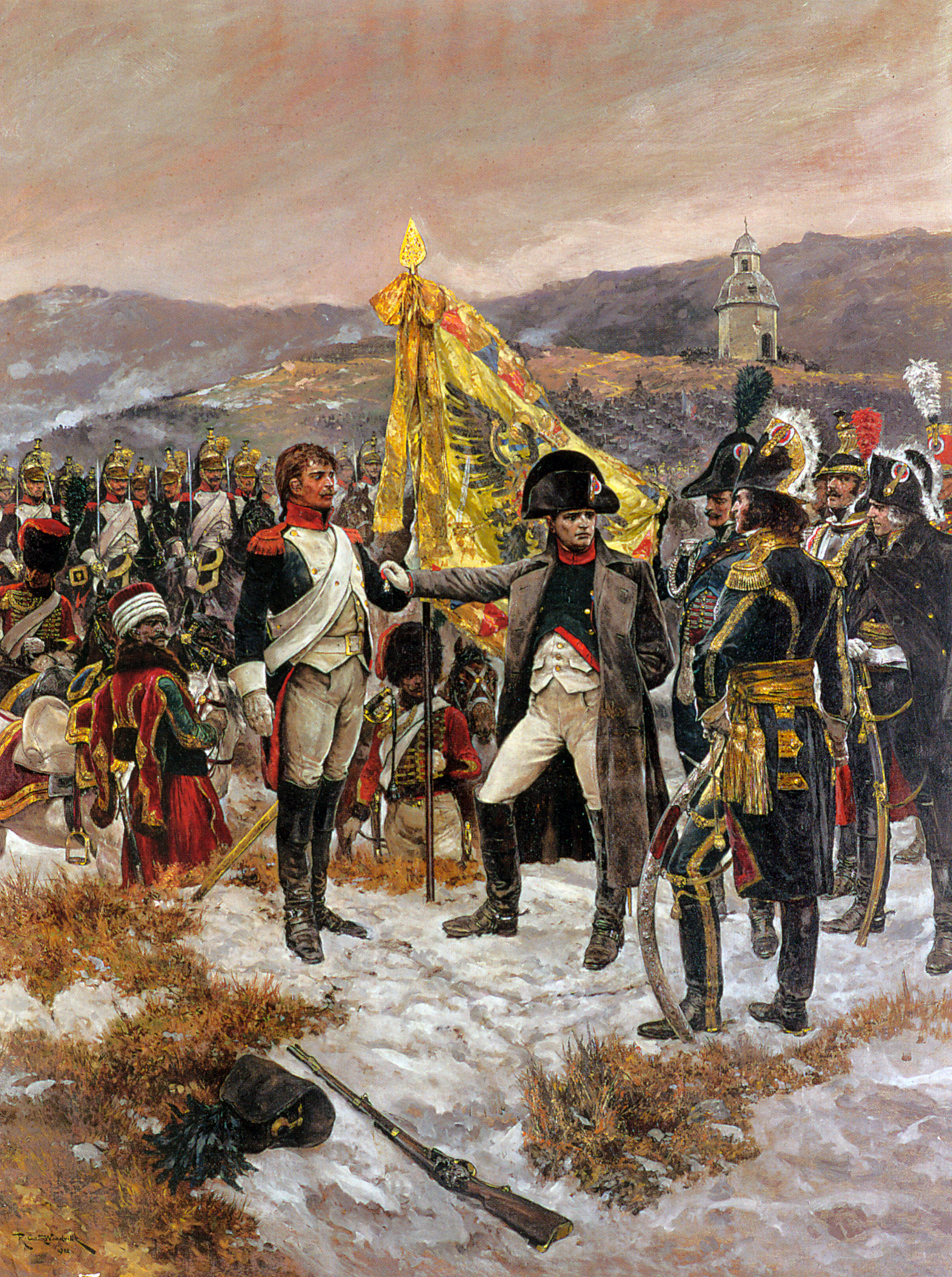
Napoleon, Croix d’Honneur, Gemälde von 1912

### Militär-/Kriegsbilder
- Before Leuthen, Dec 3rd, 1757 (1879)
- The Charge of the Light Brigade (Königliche Sammlung, Madrid)
- Cruel To Be Kind, (1882, National Army Museum)
- The Moonlight Charge at Kassassin (1883)
- Saving the Guns (1883, Walker Art Galler)
- The Guards at Tel-e-Kebir (1885, Royal Collection)
- The Charge of the 21st Lancers at Omdurman (Walker Art Gallery)
- The Relief of the Light Brigade, (1897, National Army Museum)
- A Gentleman in Khaki, (1899)
- General Wolfe Climbing the Heights of Abraham on the Morning of the Battle of Quebec, (1906, Tate Gallery)
- Napoleon Crossing the Bridge to Lobau Island, (1912, Tate Gallery)
- Poniatowski’s Last Charge at Leipzig, (1912, Tate Gallery)
- Marshal Ney at Eylau, (1913, Tate Gallery)
- The First VC of the European War, (1914, National Army Museum)
- Halloween, 1914: Stand of the London Scottish on Messines Ridge (1914, London Scottish Museum Trust)
- The 2nd Batt. Manchester Regiment taking six guns at dawn near St. Quentin
- Entry of the 5th Lancers into Mons

### Andere Bilder
- Ascending The Great Pyramid
- Tyrol – Turning The Great Corner
- Burma – Minister of State With Attendants
- Bull-Fighting
- Trades – Estate Agent ‘Sold’
- Fishing For Bass On The South Coast of England
- London – Hyde Park In The Row
- Lost Their Way